# 이정은 (성우)
이정은(1951년 1월 30일 ~ )은 대한민국의 성우이다. 1968년 DBS에 입사했으며, 언론통폐합으로 현재는 KBS 10기로 분류된다. 한국방송 성우극회 소속.

## 주요 출연작품

### 애니메이션
- 검정고무신 (KBS) - 도승 / 야옹이 / 춘식(기철 외사촌)
- 그린캅스 (KBS) - 로봇K
- 꼬비꼬비 (KBS) - 쥐방울
- 독수리 5형제 (KBS) - 뻥(제비 진페이)
- 두꺼비 순찰대 (SBS) - 뭉치
- 보리와 짜구 (KBS) - 소쿠리
- 붕가부 (KBS)
- 아장닷컴 (KBS) - 신이
- 요술공주 밍키 (KBS)
- 욕심쟁이 오리아저씨 (KBS) - 휴이
- 우리는 챔피언 (SBS) - 한별 / 엣지(아스트로 레인저스)
- 우주선장 율리시즈 (KBS)
- 집없는 소년 (KBS) - 아더
- 황금연필과 개구장이 외계소년 (1983년) - 꽃별성 여왕(외계소년 리켈의 엄마)

### 영화
- 제니의 초상 (KBS) - 지크스 부인(플로렌스 베이츠) / 학생(낸시 레이건)
- 천국의 열쇠 (KBS) - 폴리 고모(에디스 바렛)
- 록키 3 (KBS)